# 연일교통
연일교통(延一交通)은 서울특별시 서대문구의 마을버스 회사이다. 본사는 서울특별시 서대문구 모래내로 327 (홍은동)에 있다.

## 연혁
1996년 4월 1일에 설립하여 2개 마을버스 노선을 운행하여 왔으나 2010년 6월 서대문04번은 연희교통으로 분리 독립하였다.

## 운행 노선
- ● 서대문03번: 서대문문화체육회관 - 서대문구청 - 서대문자연사박물관 - 한성화교중고교서대문소방소-연희초등학교-연희삼거리 - 연희성당 - 연세대학교, 세브란스병원 - 신촌전철역 (구 서대문마을 1번)

## 보유차량
현대자동차
- 현대 뉴 슈퍼 에어로시티

BYD
- BYD eBUS-12